# Passoire
Pour les articles homonymes, voir Passoire (homonymie).
Une passoire, ou égouttoir, est un ustensile de cuisine permettant d'égoutter des aliments (par exemple : des pâtes, des asperges, etc.) selon le principe de la filtration mécanique.

## Histoire

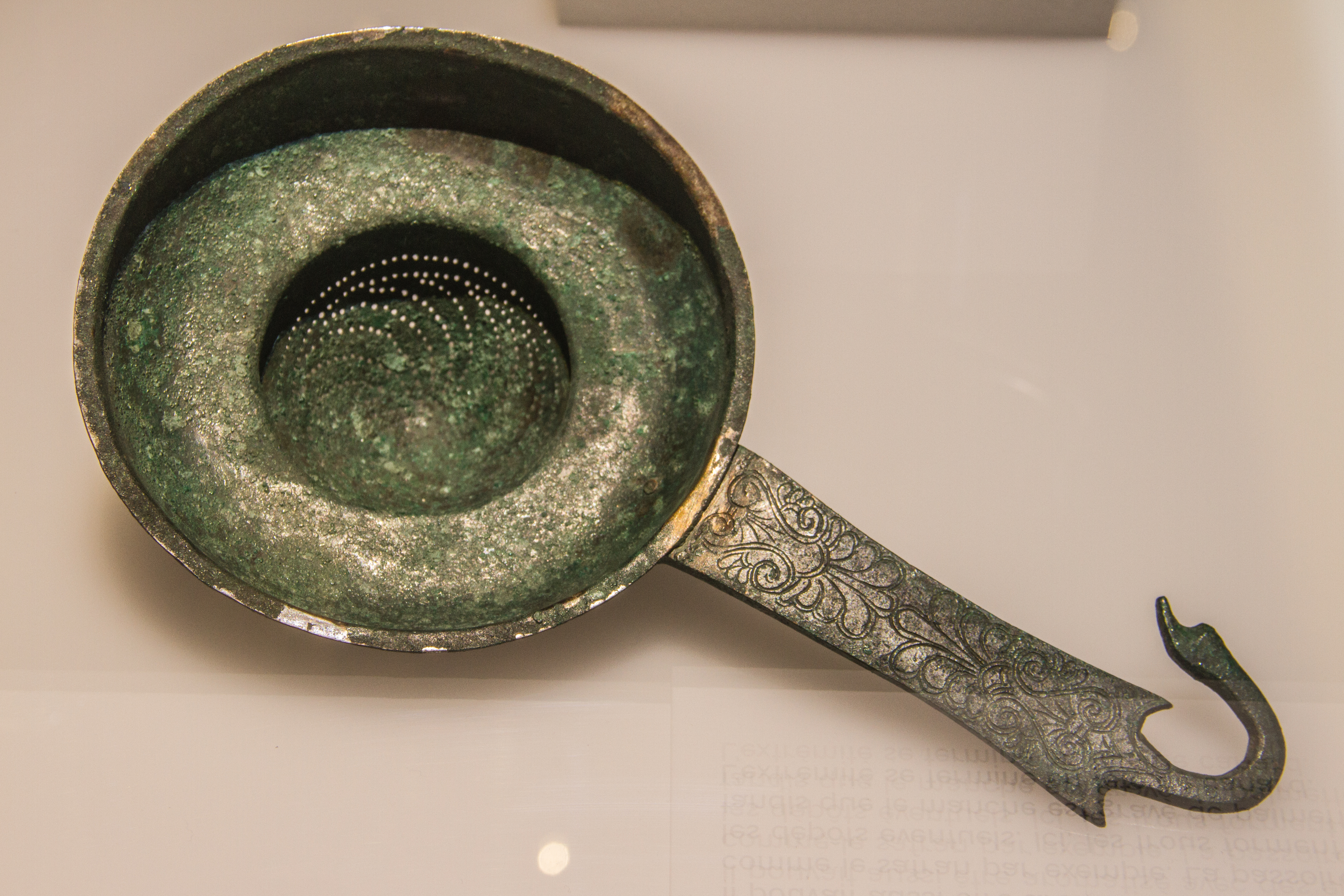
Passoire grecque du, utilisée pour filtrer les dépôts du vin parfumé d'épices et de fleurs. Musée du Louvre.

## Usages secondaires
Une passoire peut également servir à laver des fruits et légumes ou à laisser refroidir des aliments cuits à l'eau.

## Fonctionnement
Une passoire est un filtre qui revêt la forme d'un récipient percé de nombreux orifices. Ceux-ci permettent le passage du liquide et retiennent les aliments de taille suffisante. 
Agiter l'ustensile ou exercer une légère pression sur son contenu peut faciliter l'écoulement.

## Variantes

### Matériaux

#### Passoires plastiques
Depuis la deuxième moitié du XXe siècle, les passoires domestiques sont souvent constituées du matériau économique qu'est la matière plastique.

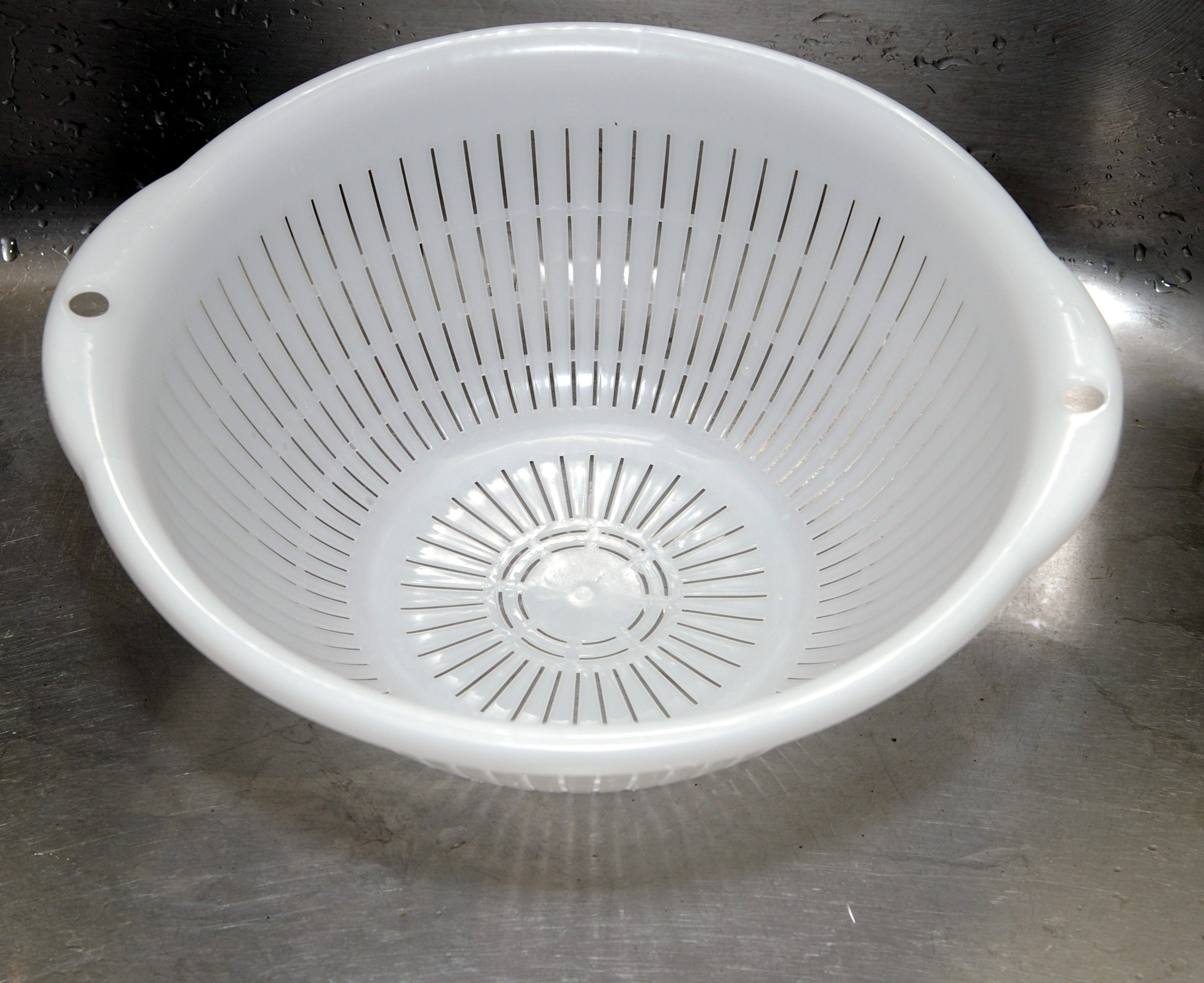
Passoire plastique

#### Passoires métalliques
Avant l'avènement du plastique, en Occident, les passoires sont métalliques. Pour une plus grande durabilité et résistance, elles sont émaillées. Aujourd'hui, pour un usage professionnel et de plus en plus au sein des foyers, on privilégie l'acier inoxydable.

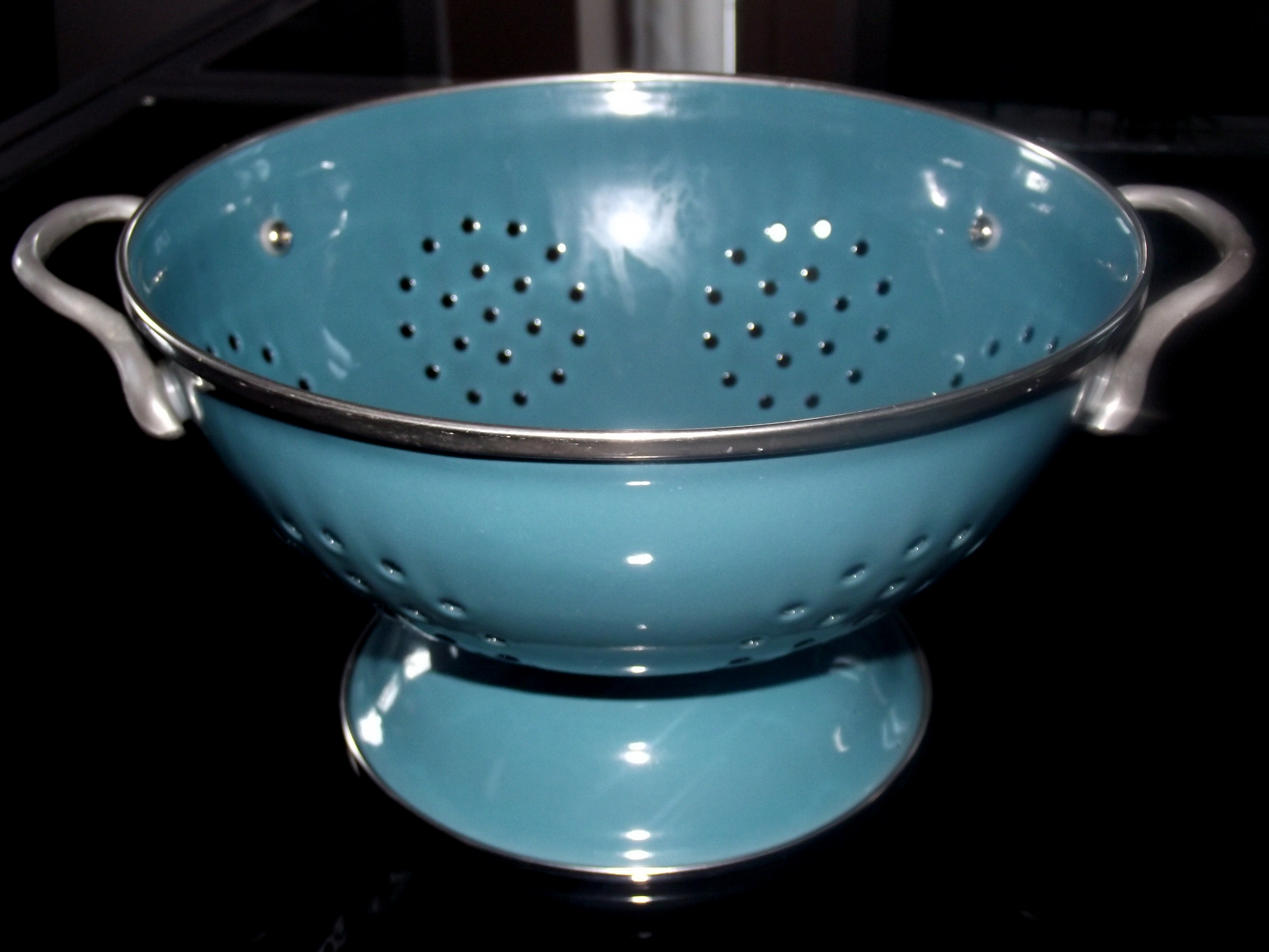
Passoire métallique émaillée.
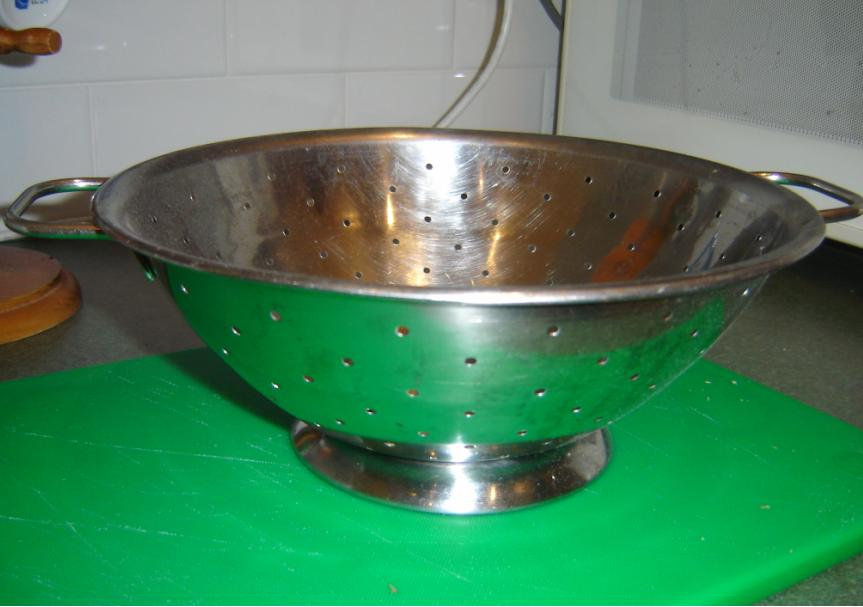
Passoire en acier inoxydable.
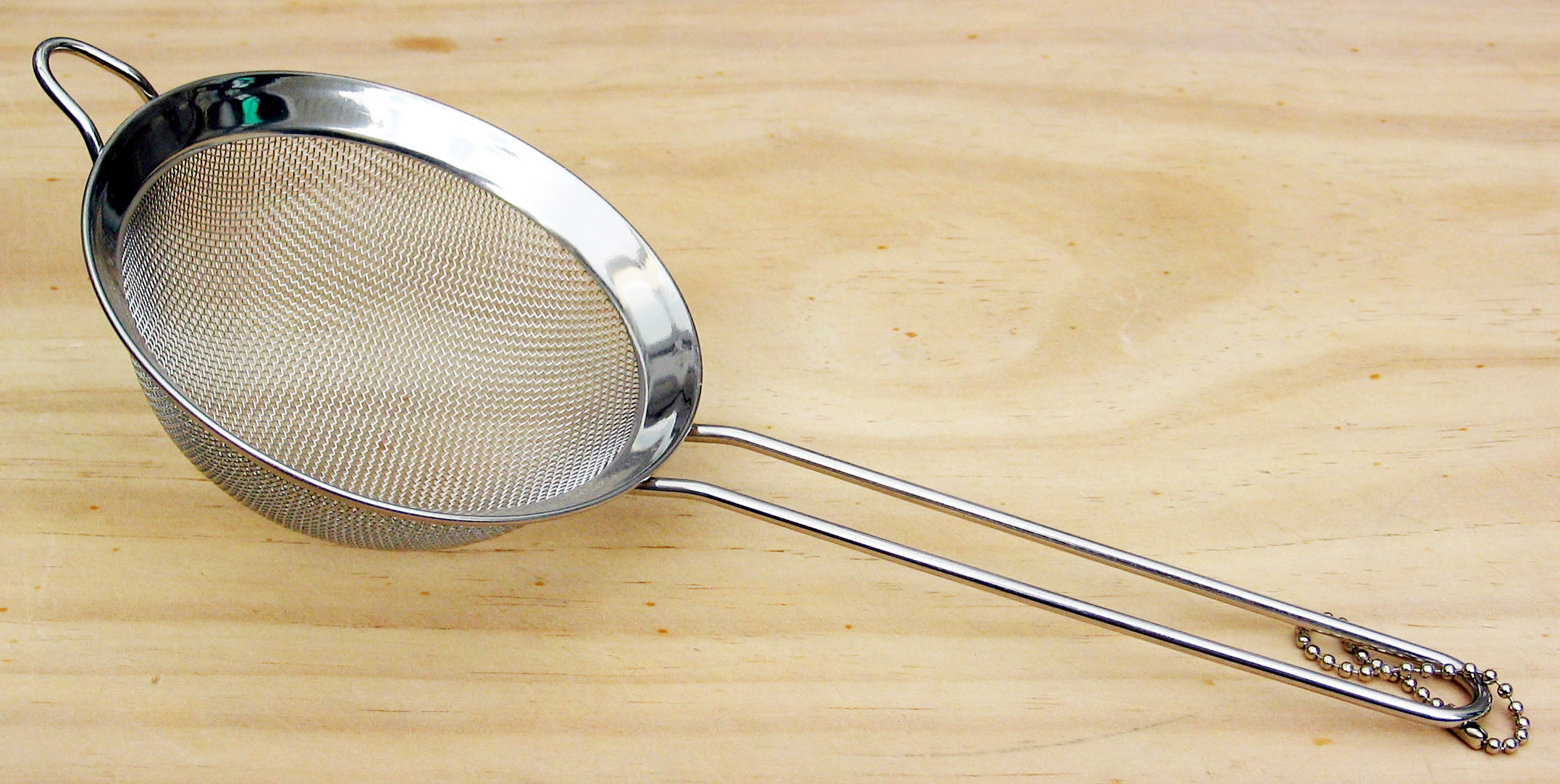
Passoire métallique dotée d'un long manche

#### Matières végétales
Le zaru est, au Japon, une passoire en bambou. Au Maghreb on trouve des passoires d'alfa, notamment utilisées pour la préparation traditionnelle du couscous.

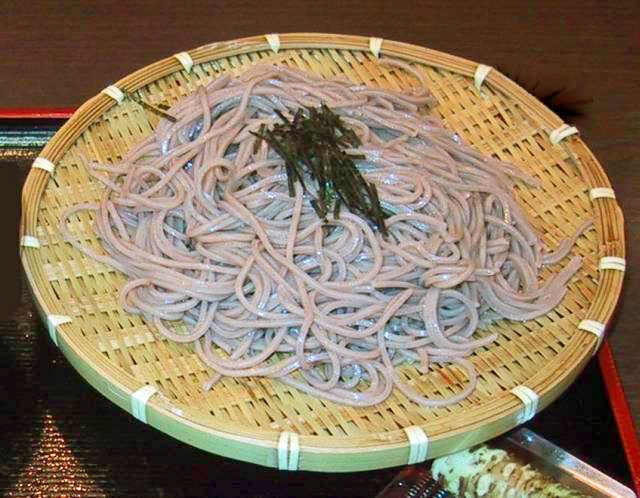
Zaru japonais

### Logique

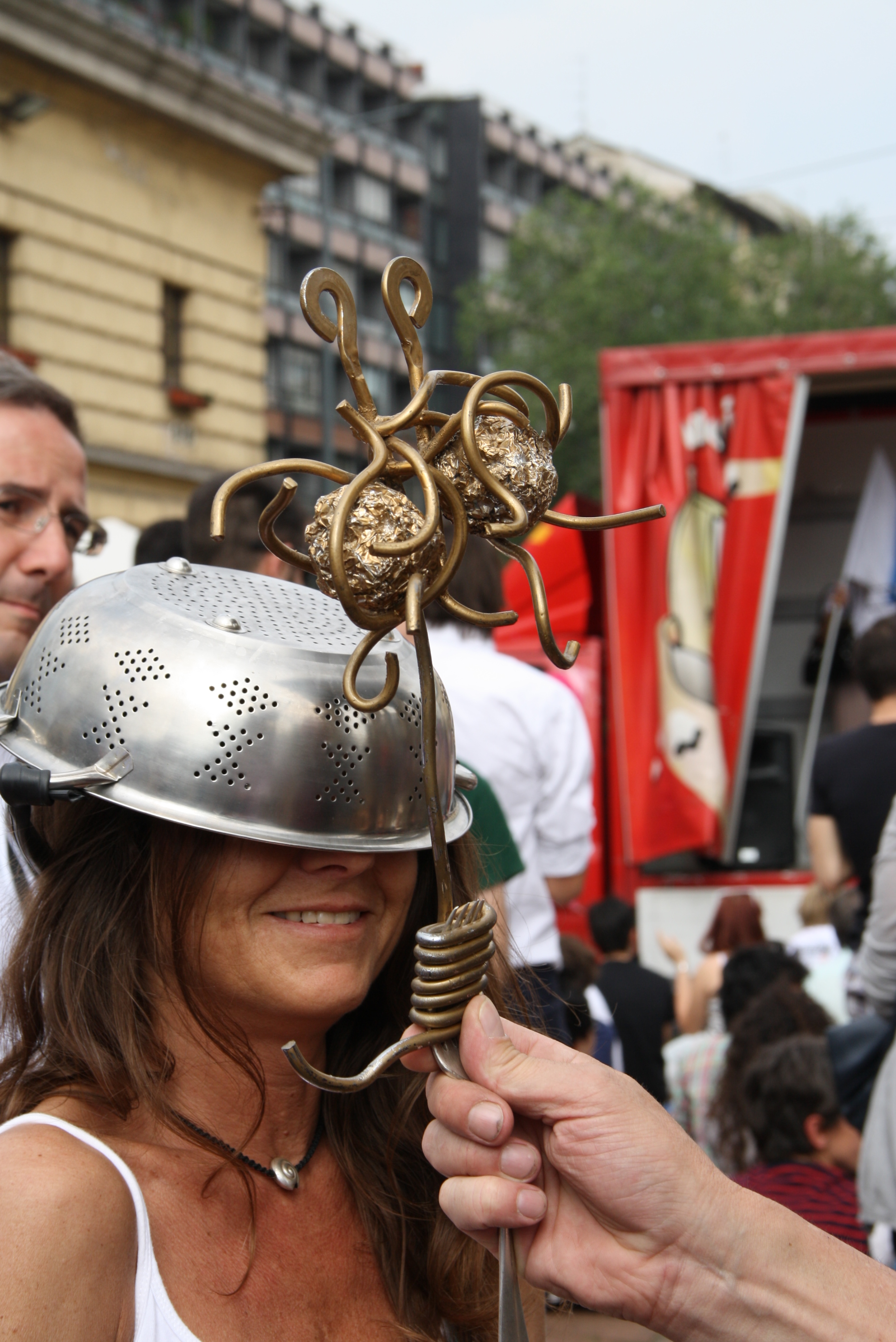
Pastafarienne coiffée d'une passoire